# Абдулнасырово
Абдулнасы́рово (баш. Әбделнасир) — деревня в Хайбуллинском районе Республики Башкортостан Российской Федерации. Входит в состав Целинного сельсовета.

## География

### Географическое положение
Расстояние до:
- районного центра (Акъяр): 58 км,
- центра сельсовета (Целинное): 20 км,
- ближайшей ж/д станции (Сибай): 72 км

## Население
| 2002 | 2010 |
| ---- | ---- |
| 184  | ↘150 |

Национальный состав
Согласно переписи 2002 года, преобладающая национальность — башкиры (100 %).

## Известные уроженцы
- Адигамов, Абдулла Камалетдинович — партийный и государственный деятель, член правительства Башкирской АССР (1918—1923).
- Саитов, Уильдан Гильманович — директор научного издательства «Башкирская энциклопедия»; член Президиума Академии наук РБ, заслуженный работник печати и массовой информации Республики Башкортостан (2011).